# Communauté de communes de la Plaine du Nord Loiret
La communauté de communes de la Plaine du Nord Loiret est une communauté de communes du département du Loiret et de la région Centre-Val de Loire en France.

## Historique
- 25 novembre 2004 : création de la communauté de communes
- 2 novembre 2005 : adhésion des communes de Crottes-en-Pithiverais et Attray
- 23 janvier 2006 : transfert du siège social

Afin de réduire le nombre et renforcer les d'intercommunalités en France, la loi du 7 août 2015 portant nouvelle organisation territoriale de la République, dite loi NOTRe , augmente le seuil démographique minimal de 5 000 à 15 000 habitants, sauf exceptions. Le schéma départemental de coopération intercommunale du Loiret est arrêté sur ces bases le 30 mars 2016 et le nombre d'établissements publics de coopération intercommunale à fiscalité propre passe dans le département du Loiret de 28 (2 communautés d'agglomération et 26 communautés de communes) à 16 (deux communautés d'agglomération et 14 communautés de communes dont une interdépartementale). La communauté de communes de la Plaine du Nord Loiret, avec une très faible densité de population (inférieure à 30 % de la densité nationale), a un seuil maintenu à 5 000 habitants, et son périmètre demeure inchangé. La loi change en outre les compétences obligatoires et optionnelles des communautés de communes, ce qui a par contre un impact sur les compétences de la communauté de communes de la Plaine du Nord Loiret.

## Géographie

### Géographie physique
Située au nord-ouest du département du Loiret, la communauté de communes de la Plaine du Nord Loiret regroupe 15 communes et présente une superficie de 248,4 km2.

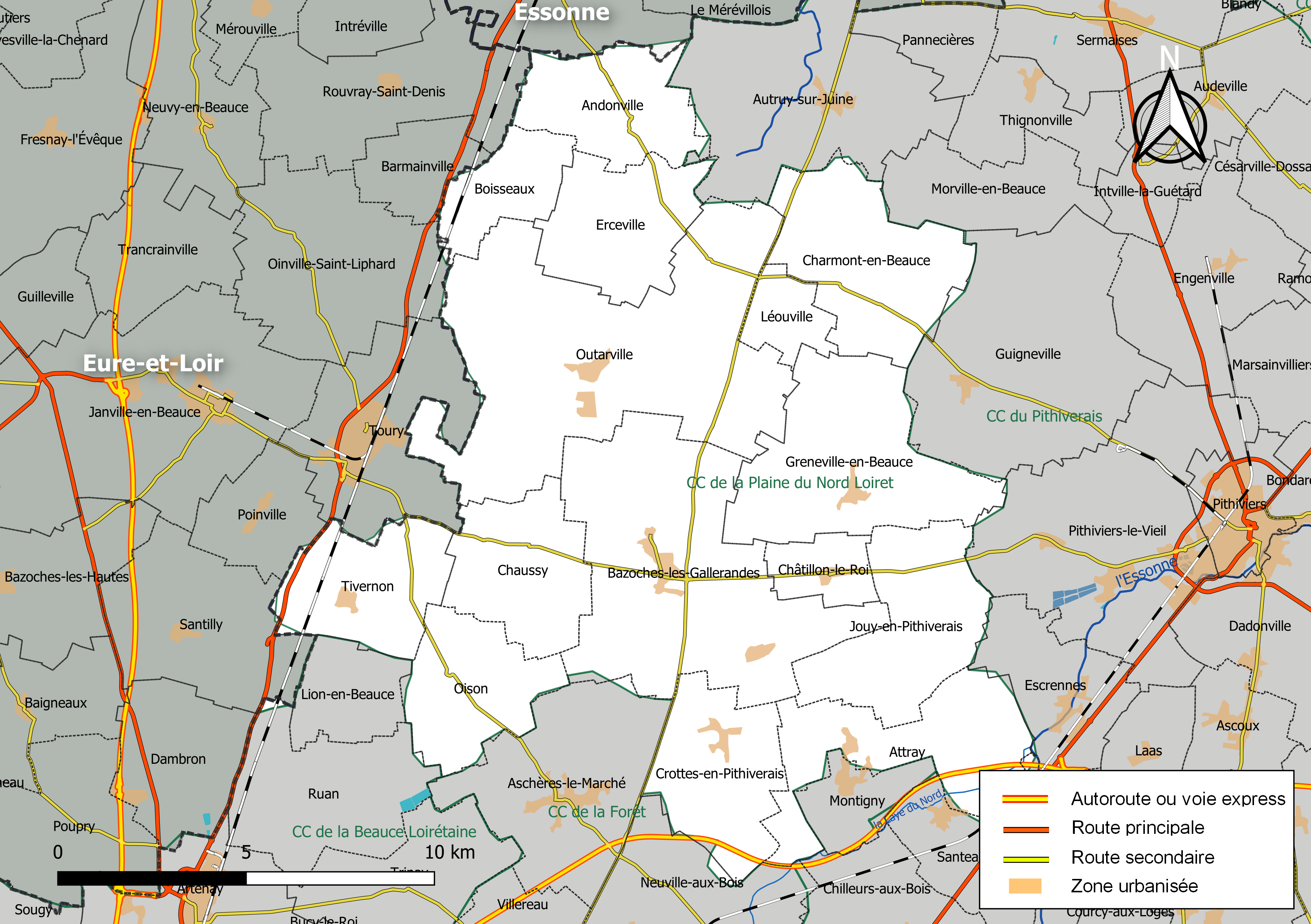
Carte de la communauté de communes de la Plaine du Nord Loiret au 1er janvier 2019.

### Composition

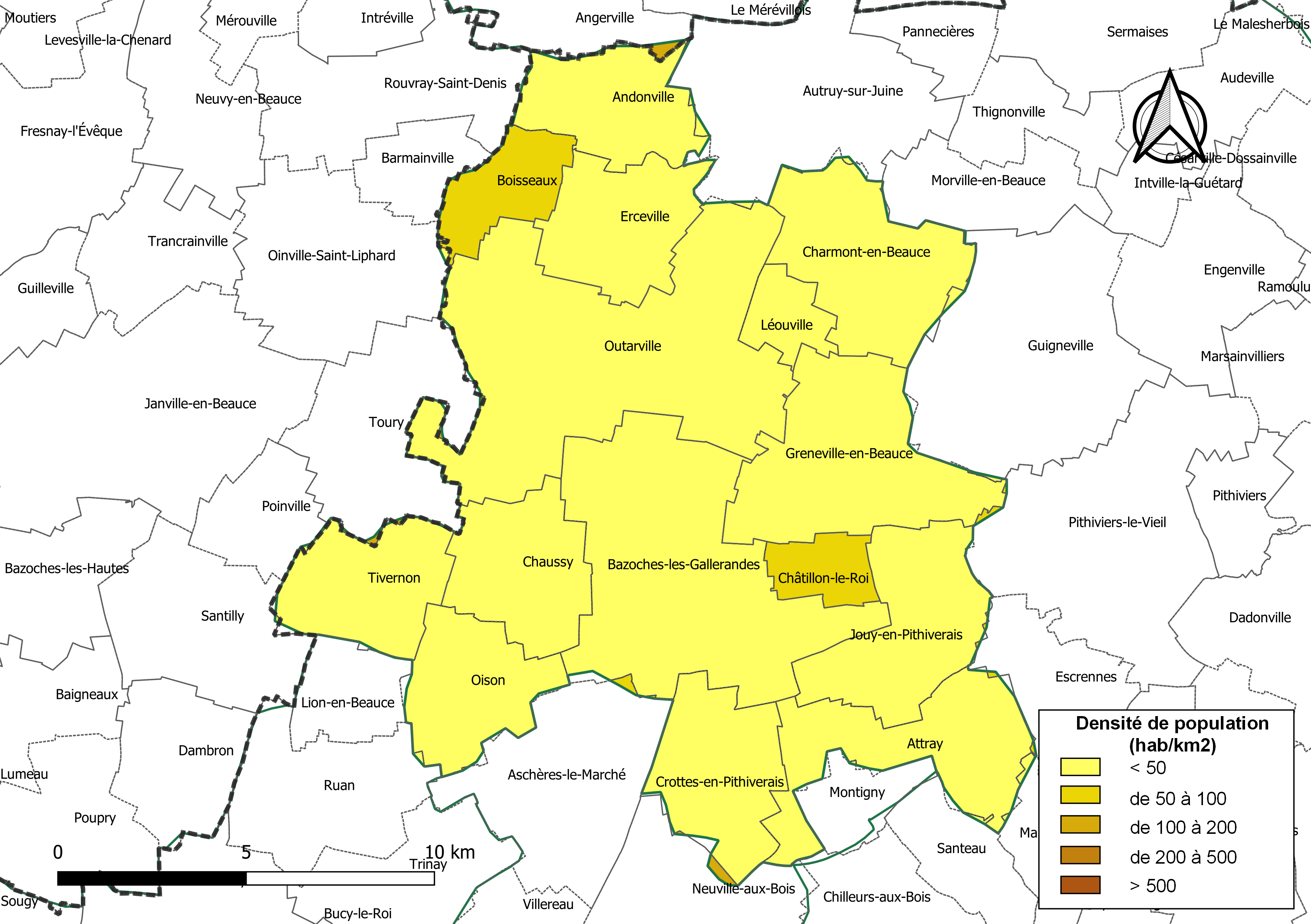
Carte des densités de population (millésimée 2016) des communes de la communauté de communes de la Plaine du Nord Loiret. Composition en communes au 1er janvier 2019.

La communauté de communes est composée des 15 communes suivantes :

| Nom                              | Code Insee | Gentilé       | Superficie (km2) | Population (dernière pop. légale) | Densité (hab./km2) |
| -------------------------------- | ---------- | ------------- | ---------------- | --------------------------------- | ------------------ |
| Bazoches-les-Gallerandes (siège) | 45025      | Bazochons     | 36,73            | 1 482 (2022)                      | 40                 |
| Andonville                       | 45005      | Andonvillois  | 11,94            | 252 (2022)                        | 21                 |
| Attray                           | 45011      | Attrayens     | 16,74            | 209 (2022)                        | 12                 |
| Boisseaux                        | 45037      | Boisseliens   | 7,19             | 502 (2022)                        | 70                 |
| Charmont-en-Beauce               | 45080      | Charmontois   | 18,05            | 340 (2022)                        | 19                 |
| Châtillon-le-Roi                 | 45086      | Châtillonnais | 4,54             | 275 (2022)                        | 61                 |
| Chaussy                          | 45088      | Calcédoniens  | 12,94            | 274 (2022)                        | 21                 |
| Crottes-en-Pithiverais           | 45118      | Crottois      | 13,65            | 319 (2022)                        | 23                 |
| Erceville                        | 45135      | Ercevillois   | 12,72            | 293 (2022)                        | 23                 |
| Greneville-en-Beauce             | 45160      | Grénevillois  | 22,47            | 672 (2022)                        | 30                 |
| Jouy-en-Pithiverais              | 45174      | Joviciens     | 15,86            | 266 (2022)                        | 17                 |
| Léouville                        | 45181      | Léouvillois   | 4,28             | 88 (2022)                         | 21                 |
| Oison                            | 45231      | Oisonais      | 12,09            | 122 (2022)                        | 10                 |
| Outarville                       | 45240      | Outarvillois  | 46,61            | 1 343 (2022)                      | 29                 |
| Tivernon                         | 45325      | Tivernonais   | 12,61            | 282 (2022)                        | 22                 |

## Compétences
- Aménagement de l'espace communautaire
- Développement économique
- Protection et mise en valeur de l'environnement
- Aménagement d'équipements sportifs futurs reconnus d'intérêt communautaire
- Actions en faveur du tourisme, des loisirs et de la culture
- Action sociale
- Création et animation du Conseil Intercommunal de Sécurité et de Prévention de la Délinquance

## Identification
Identification SIREN : 244500542